# 고로모번
고로모 번(일본어: 挙母藩 코로모한[*])은 미카와국 북서부(지금의 아이치현 도요타시)에 위치한 소번(2만석)이다. 역대 다이묘들은 후다이 다이묘였다. 번청은 고로모성(별칭은 시치주성).